# Возвращение Буратино
«Возвраще́ние Бурати́но» — российский полнометражный рисованный анимационный фильм режиссёра Екатерины Михайловой. Премьера мультфильма в России состоялась 25 апреля 2013 года. Переосмысление сказки Алексея Толстого «Буратино». Действие мультфильма происходит в Москве.

## Сюжет
Противостояние Буратино и господина Баскары. Конвейер господина Баскары выпускает лишь два вида стандартных игрушек: для мальчиков это робот Зубастик, а для девочек — кукла Гламушка. Сырьём для производства новинок являются старые игрушки любых видов и форм. Баскара с помощью Маредура открывает настоящую охоту на игрушек. Уцелевшие изгнанники скрываются от сачка Маредура в подземелье.
Лишь немногие из них рискуют появляться на поверхности. Один из них — Пьеро, бродящий по Москве в поисках Мальвины. Девочка по имени Варя Вожакова спасает Пьеро от Маредура, и у неё дома он находит, но, по неосторожности, снова теряет Мальвину. Варя и Пьеро решают искать Мальвину, заручившись помощью Буратино, подпольного лидера изгнанных игрушек.
В то же время Маредур устраивает рейд на подземелье, и все друзья Буратино попадают в плен. На фабрике господина Баскара их ждёт конвейер. Буратино в компании уцелевших игрушек отправляется на штурм фабрики господина Баскары. Тем временем Баскара хотел сделать игрушку из Вари. Но Зайка выбрался из плена и освобождает Варю, в то время как Баскара попадает в свой же конвейер. А кот Базилио и лиса Алиса в качестве долга перед Буратино выделывали из него (Баскары) что попало, и в итоге получился нано-паук.
Варя становится хозяйкой Зайки, а Маредура и адвоката Баскары сажает за решётку полиция. Все изгнанные игрушки находят новых и старых хозяев. Мальвина же снова выходит замуж за Пьеро, тогда как Буратино вместе с котом Базилио и лисой Алисой отправляется в долгий путь.

## Съёмочная группа
- Продюсеры Тенгиз Семёнов, Рауф Атамалибеков
- Автор идеи Екатерина Михайлова
- Авторы сценария Вадим Жук при участии Екатерины Михайловой
- Режиссёр-постановщик Екатерина Михайлова
- Художник-постановщик Екатерина Тригуб
- Композитор Евгений Мишустин
- Песни группы «Ундервуд»
- Директор фильма Ксения Молодякова

## Герои и роли
- Буратино. Озвучен Оскаром Кучерой.
- Господин Баскара. Озвучен Олегом Табаковым.
- Пьеро. Озвучен Полиной Кутеповой.
- Мальвина. Озвучена Нонной Гришаевой.
- Варя. Озвучена Лидой Аветисян.
- Алиса и Базилио. Озвучены Ольгой Прокофьевой и Леонидом Якубовичем соответственно.
- Маредур. Озвучен Борисом Смолкиным.
- Зайка. Озвучен Еленой Симоновой.
- Света — кукла без волос. Озвучена Мадлен Джабраиловой.
- Медведь без лапы. Озвучен Гошей Куценко.
- Матрёна. Озвучена Ольгой Волковой.
- Папа Карло. Озвучен Фёдором Добронравовым.
- А также Алексей Колган, Александр Пожаров, Александр Пинегин, Алиса Васильева, Георгий Токаев, Павел Шольц, Вадим Борисов, Екатерина Семёнова, Соня Кравцова, Миша Березовой, Варя Минакина, Миша Глаголев, Ольга Шорохова

## Песни
- Песня забытых игрушек: музыка Екатерина Комалькова, слова Вадим Жук, вокал Мадлен Джабраилова, Елена Симонова, Гоша Куценко
- Песня Кота и Лисы: музыка «Ундервуд», слова Вадим Жук при участии Максима Кучеренко, вокал Мария Баянкина, Максим Кучеренко
- Песня Гламушек: музыка «Ундервуд», слова Максим Кучеренко при участии Вадима Жука, вокал Александра Чугунова
- Песня дорог: музыка и вокал «Ундервуд», слова Максим Кучеренко
- Аранжировка ко всем песням Евгений Мишустин

## Производство
Рабочее название мультфильма: «Фабрика господина Баскара».
2D-версия мультфильма была снята на базе ООО «Киновидеостудии „Анимос“». В 2012 году на базе кинокомпании United Multimedia Projects фильм был переведён в формат 3D.

## Награды
- 2014 — XIX Открытый российский фестиваль анимационного кино в Суздале: Приз жюри «За лучшую драматургию» — «Возвращение Буратино»[3].